# Giuseppe Incorpora
Giuseppe Incorpora senior (Palermo, 18 settembre 1834 – Palermo, 14 agosto 1914) è stato un fotografo italiano.
Il re Umberto I d'Italia lo nominò Cavaliere del Regno, dandogli anche il titolo di "fotografo della Real Casa".

## Vita
Nato a Palermo nel 1834 nel quartiere Tribunali, senza padre, fu allevato dalla madre che, assieme alle due sorelle nubili e agiate, ne curò l'educazione e l'istruzione, affidandolo a un ajo religioso di origine francese.
Il suo estro speculativo, il fascino che su di lui esercitava la nuova tecnica di dipingere con la luce e la sua perfetta conoscenza del francese. lo misero presto in contatto con i primi fotografi itineranti che dalla natia Francia, si spingevano e spesso si fermavano in Sicilia. Ebbe certi e proficui contatti con Laisné e Gustave Emile Chauffourier e da loro apprese i rudimenti della nuova tecnologia. Già nel 1859 fotografava per diletto e per curiosità.
Sposatosi a 21 anni con Rosina Pagano, orfana di un alto burocrate borbonico, cominciò a occuparsi professionalmente di fotografia aprendo il primo modesto atelier a Palermo in via Teatro di S. Cecilia, assai prossima ai tenimenti di famiglia in largo della Messinese.
Nel 1859 conobbe Eugène Sevaistre, altro fotografo itinerante fermatosi a Palermo e maestro nella produzione di stereogrammi. Sevaistre fu l'autore delle riprese effettuate a Palermo fra fine maggio e i primi di giugno del 1860, allorché Palermo insorse contro i Borboni e accolse entusiasticamente Giuseppe Garibaldi che con i suoi Mille e i ‘picciotti’ della provincia di Trapani e di Palermo, aveva raggiunto la capitale dell'isola.
Giuseppe Incorpora e Eugène Sevaistre ebbero certamente un sodalizio nella produzione in serie delle vedute stereoscopiche scattate durante i moti di fine maggio, fotogrammi che rappresentano un documento straordinario sia degli avvenimenti che riproducono che della tecnica di ripresa fuori studio, poi classificata e definita reportage.
Visitò e ritrasse Garibaldi, sia nel suo alloggio su Porta Nuova, come documenta la foto autografa marcata G. Incorpora ancora posseduta dalla famiglia, che in studio, nel giugno 1860.
Nello stesso anno aveva attrezzato infatti un nuovo atelier in via Montesanto, trasferendosi poi in via Butera, in uno dei palazzi dei Trabia, e poi ancora, apertasi la Strada Nuova verso i Colli, con l'addizione extra moenia del Regalmici, a porta Maqueda, nel palazzo Tagliavia. La ricerca di una migliore sistemazione dello studio e dell'abitazione, assieme alla sua crescente passione per la botanica, lo portarono ad affittare il piano nobile del palazzo Pajno, in via Rosolino Pilo, dove gli fu possibile montare, su una grande terrazza lì esistente, una loggia vetrata, abitare comodamente con la sua famiglia già numerosa – gli erano nati otto figli – e dedicarsi alla floricoltura specializzata e alla raccolta di piante esotiche, poi donata all'esotario dell'Orto Botanico.
In questo lungo periodo, l'attività fotografica di Giuseppe Incorpora fu conosciuta in tutta l'Europa, avendo egli esposto da Dublino a Vienna, da Parigi a Torino, allora capitale del Regno d'Italia.
Premiatissimo e apprezzato ovunque, strinse rapporti con i più importanti fotografi d'Europa, divenne amico dei fratelli Lumière a Parigi, fotografò re e principi ereditari. Tra i clienti più illustri il Kaiser Guglielmo II di Germania, Donna Franca Florio, il re Edoardo VII del Regno Unito e Alessandra di Danimarca; ancora, nobili come il barone Luigi Tulumello e molti altri ancora. Il re Umberto e la regina Margherita, tanto soddisfatti delle foto eseguite aggiunsero alla parcella un prezioso fermacravatte in smalto azzurro e oro con una U in brillanti e a conferirgli, nel novembre 1880, il brevetto reale, autorizzandolo a innalzare lo stemma reale sull'insegna dello studio.
Nella stessa data Giuseppe fu nominato Cavaliere del Regno per meriti artistici.
Socio effettivo, dalla fondazione della celebre Società Fotografica Italiana, a Firenze, effettuò interessanti comunicazioni tecniche, fu nominato Commendatore dell'Ordine londinese della Minerva, Cavaliere dell'Ordine dell'Iftikar dal Bey di Tunisi nel 1881 e Giurì d'onore all'Esposizione Nazionale del 1891 a Palermo.
Nel 1907 ricevette l'ambita visita di Auguste Lumière che gli portò alcune lastre sensibilizzate per il colore con il celebre processo autochrome. Il figlio Francesco, al quale aveva ceduto il suo posto nell'azienda, sorretto dall'esperienza di Lumière, le impressionò con le immagini dei genitori.
Si spense il 14 agosto 1914.
Collaborò con Eugenio Interguglielmi e i due furono i primi fotografi del capoluogo siciliano. Entrambi furono premiati all'Esposizione di Palermo nel 1891-92, dove fu premiato anche Enrico Seffer, che insieme ai due componeva i tre fotografi palermitani più noti di fine secolo. Tra i soggetti fotografati da Incorpora vi sono Giuseppe Garibaldi, Umberto I e Margherita di Savoia, La sua attività fu portata avanti dai figli Francesco e Giovanni dal nipote Giuseppe Jr.

## Galleria d'immagini

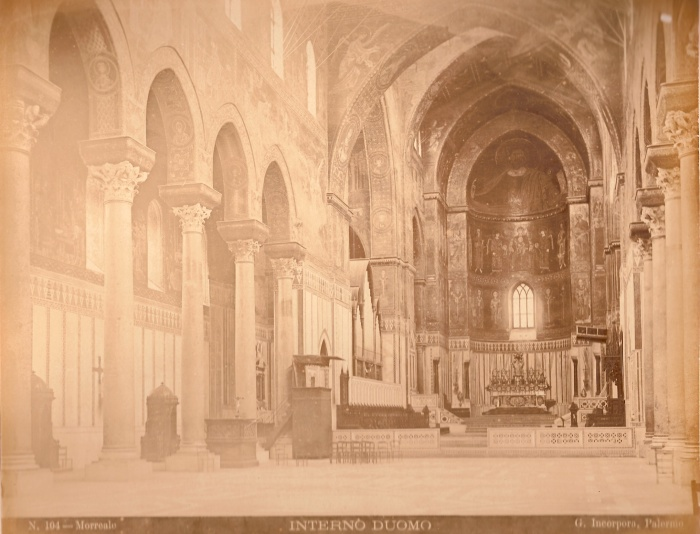
Il duomo di Monreale
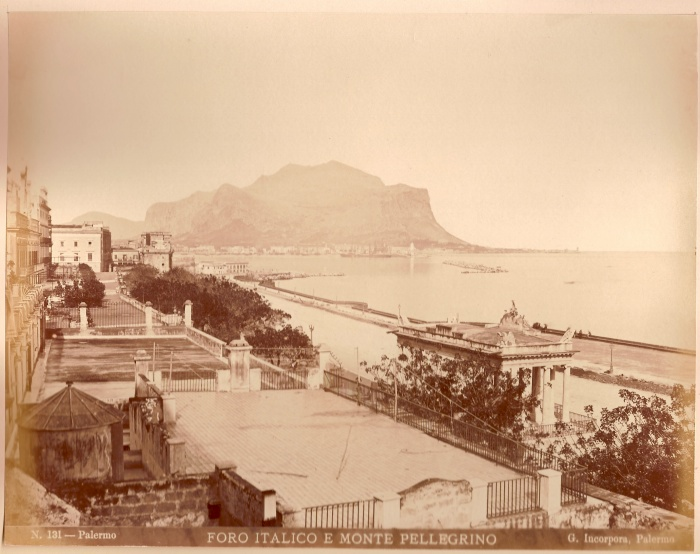
Il monte Pellegrino e il foro italico di Palermo
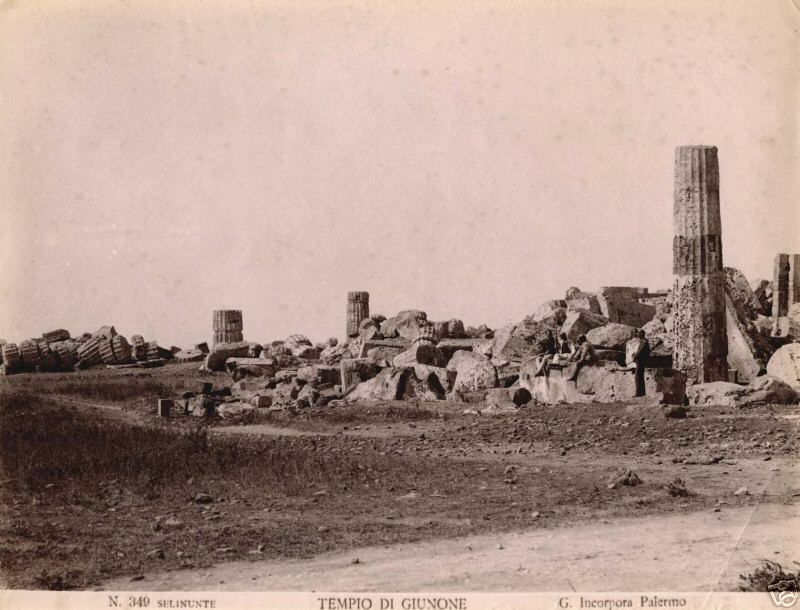
Tempio di Giunone a Selinunte
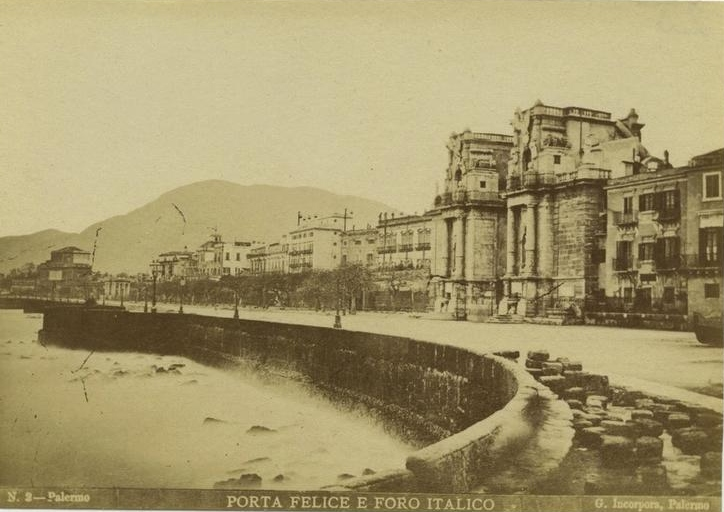
Porta Felice e Foro italico a Palermo